# Rübleinshof

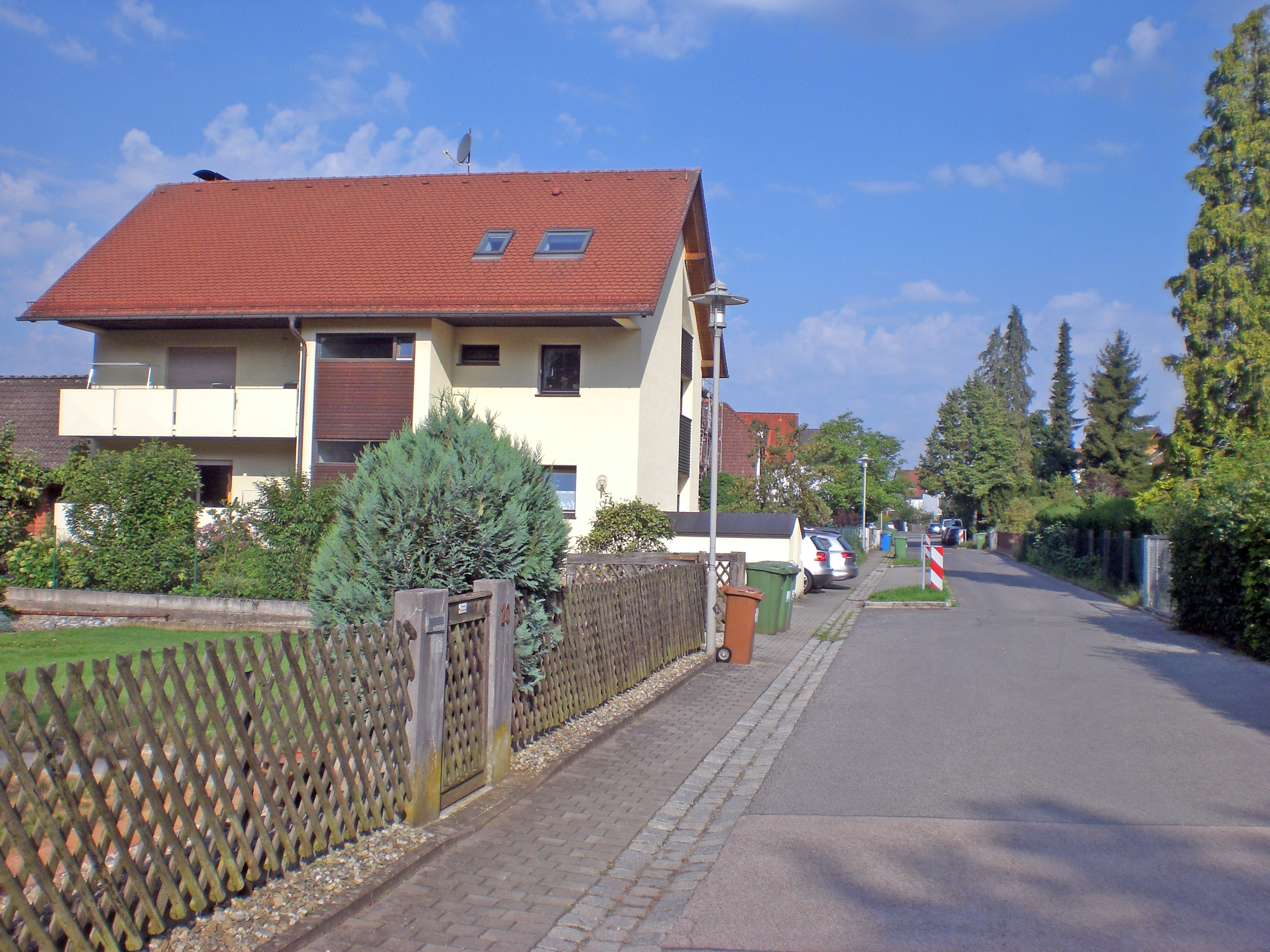
Rübleinshofstraße

Rübleinshof ist ein Gemeindeteil der Gemeinde Burgthann im Landkreis Nürnberger Land (Mittelfranken, Bayern). Rübleinshof liegt in der Gemarkung Oberferrieden.

## Geographie
Die Siedlung bildet mit Burgthann im Norden eine geschlossene Siedlung. Südlich von Rübleinshof liegt der Ludwig-Donau-Main-Kanal. Die Schleusen 33, 34 und 35 sind als Baudenkmal ausgewiesen. Südöstlich von Rübleinshof befindet sich der geschützte Landschaftsbestandteil Sandgrube bei Heinleinshof und die drei Mantaweiher.

## Geschichte
Mit dem Gemeindeedikt (frühes 19. Jahrhundert) wurde Rübleinshof dem Steuerdistrikt Oberferrieden und der Ruralgemeinde Oberferrieden zugewiesen. Im Zuge der Gebietsreform in Bayern wurde Rübleinshof am 1. Januar 1972 nach Burgthann eingegliedert.